# Baiazid Doda
Baiazid Doda (n. 1888, Štirovica⁠(d), Gostivar⁠(d), Macedonia de Nord – d. 25 aprilie 1933, Viena, Republica Austriacă) a fost un fotograf albanez, partenerul paleontologului Franz Nopcsa. Cei doi s-au cunoscut în anul 1906 la București.
Colecția fotografiilor lui Doda a fost digitalizată de Biblioteca Națională a Austriei.

## Scrieri
- Albanisches Bauerleben im oberen Rekatal bei Dibra (Makedonien) [Viața țăranilor albanezi din Valea Reka în apropiere de Dibra (Macedonia)]